# Cercle des amateurs de beaux-arts de la région Nord de Russie

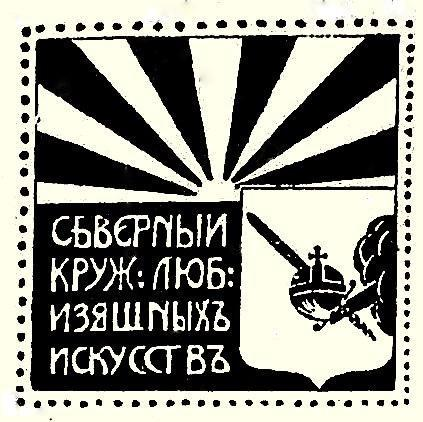
logo du cercle

Le Cercle des amateurs de beaux-arts de la région Nord de Russie (en russe : Се́верный кружо́к люби́телей изя́щных иску́сств (СКЛИИ)) est une organisation culturelle et éducative non-gouvernementale créée en 1906 à Vologda par des peintres et des intellectuels de la région,. Le cercle déploie ses activités par des expositions, des publications, des cours et des conférences, l'organisation d'un musée de peinture à Vologda, de classes de dessin, d'une bibliothèque de livres sur la peinture et l'architecture. La publication en 1914 du livre de Georges Loukomski « Vologda autrefois » a connu plusieurs rééditions et constitue toujours aujourd'hui une des meilleures sources d'information, un des meilleurs guides de voyage sur Vologda.
L'objectif des membres du cercle était de réunir l'esthétisme de « Mir Iskousstva » pour assurer la mission sociale de formation du peuple à l'art, dans un sens proche de celui développé par les Ambulants. Le cercle se composa à cette fin de deux groupes différents de peintres,. Ceux attirés par la nature de la région Nord de la Russie se consacrèrent au paysage. Ceux intéressés par l'architecture russe ancienne, se consacrent à l'étude de l' iconographie russe et de l'art populaire. Cela permit l'émergence d'un grand nombre de travaux d'historiens d'art et d'historiens de l'histoire locale.
Le cercle est liquidé en 1920. Beaucoup de ses membres sont les victimes des purges de l'époque en URSS ou sont obligés d'émigrer ,, le sort d'autres n'est pas connu. Les tableaux et les sculptures ont été rassemblés au sein du Musée-réserve de l'État d'art et d'architecture de Vologda (dénomination actuelle), puis transférés en 1953 à la Galerie de peinture de l'oblast de Vologda nouvellement créée et où se constitue une collection d'œuvres de la fin du XIXe siècle au début du XXe siècle. Les dessins réunis par le cercle ont été réunis et reclassés à l'académie de peinture qui a été fermée en 1924, puis a donné naissance à l'école graphique de Vologda.

## La charte de fondation

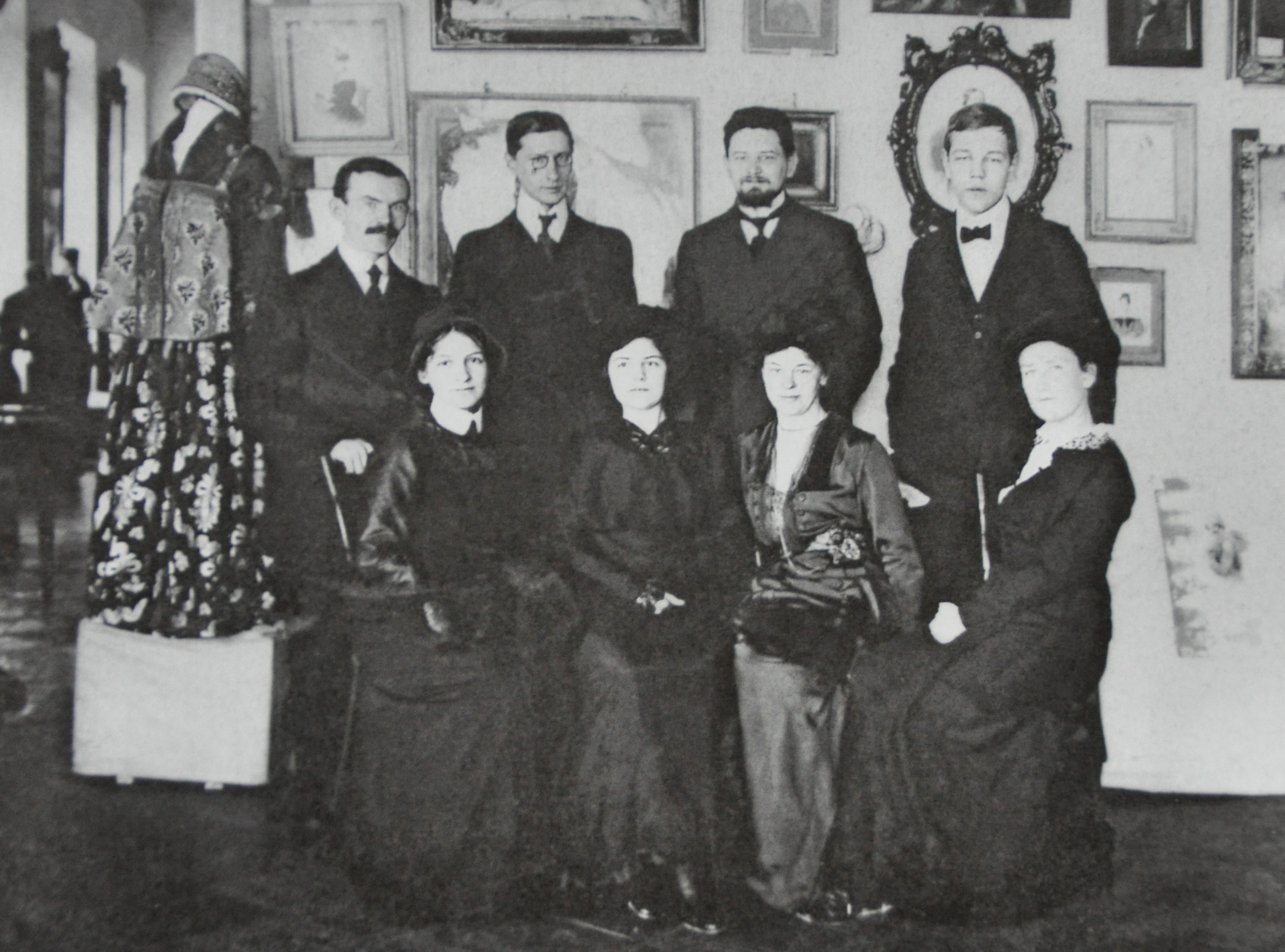
Photo des membres du cercle en 1913-1914

La charte de fondation du cercle a été approuvée le 18 février 1906. Selon celle-ci, le but du cercle est d'exprimer par l'activité des artistes membres le développement et l'épanouissement de l'art pour l'art et de l'artisanat d'art. En 1913, les principaux moyens d'atteindre ces objectifs sont annoncés ainsi :
а) Organisation d'expositions d'art périodiques à Vologda et dans d'autres villes mais aussi —

b) déplacement dans les villes et les villages dans lesquels le cercle trouve la possibilité.

c) Fondation d'un musée de peinture à Vologda, d'une école de dessin, et d'un marché d'artisanat d'art et organisation d'activités en vue de leur épanouissement ultérieur.

d) Rapprochement des amateurs d'art entre eux, ainsi que des artistes professionnels et organisation de communication entre eux.

e) Actions en vue de créer un enseignement rendant capable de produire des œuvres de talent.

f) Assistance aux membres nécessiteux sous la forme de prêts réciproques.

g) Recherche et exécution de commandes de toutes sortes d'œuvres de ces artistes.

 
 Statuts du cercle des amateurs de beaux-arts de la région Nord de Russie. 1913

## Histoire

### Les débuts du cercle: 1906—1911
L'idée de réunir les peintres de Vologda, vient en 1902 à l'esprit de l'ingénieur Anatoli Belozerov et de la peintre Anna Karinskaïa. La première étape consiste à organiser une exposition à Vologda du 25 mars au 15 avril 1905. Pour la préparation de l'exposition Alexandre Kisseliov, professeur à l'Académie russe des beaux-arts, offre son concours, de même la section de la société « Aide » (Pomotch), qui laisse des locaux à la disposition du Cercle à la « Maison du peuple Pouchkine ».
Anatoli Belozerov effectue la sélection des toiles à Saint-Pétersbourg et à Moscou :

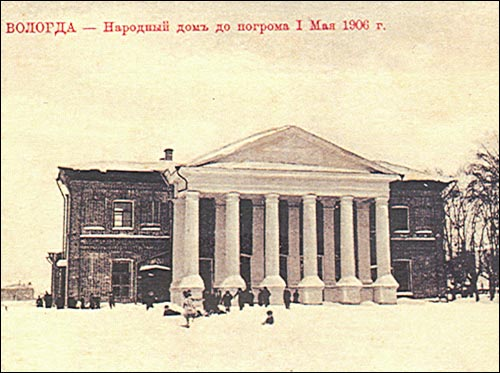
Maison du peuple Pouchkine située rue d'Octobre à Vologda — lieu de la première exposition

.
« Ce n'était pas chose facile. En effet, la majorité des artistes auxquels on s'adressait se montrait très sceptique, incrédule ; abandonner des tableaux, auxquels ils sont attachés, pour une exposition à Vologda, les confier à un inconnu sans aucune chance de les vendre ou au moins de voir grandir leur popularité, cela prêtait à sourire. Beaucoup refusèrent et ceux qui ont prêté ne l'ont pas fait volontiers. »

### 1912-1916
Le cercle installe ses locaux en 1915 dans une petite annexe de service de la maison de l'assemblée de la noblesse de Vologda.

## Expositions
Artistes participants à l'exposition de 1908 : 
 Isaak Brodsky, Pavel Brioullov, Constantin Gorbatov, Gavriil Gjrelov, Nikolaï Doubovskoï, Kirill Lemokh, Vladimir Makovski, Evgueni Stolitsa
Artistes participant à l'exposition de 1909 :
Leon Bakst, Alexandre Benois, Ivan Bilibine, Alexandre Gaouch, Olga Della-Vos-Kardovskaïa, Mstislav Doboujinski, Dmitri Kardovski, Eugène Lanceray, Georges Loukomski, Gueorgui Narbout, Anna Ostroumova-Lebedeva, Vladimir Pokrovski, Nicolas Roerich, Ilia Repine, Alexeï Chtchoussev et encore d'autres 

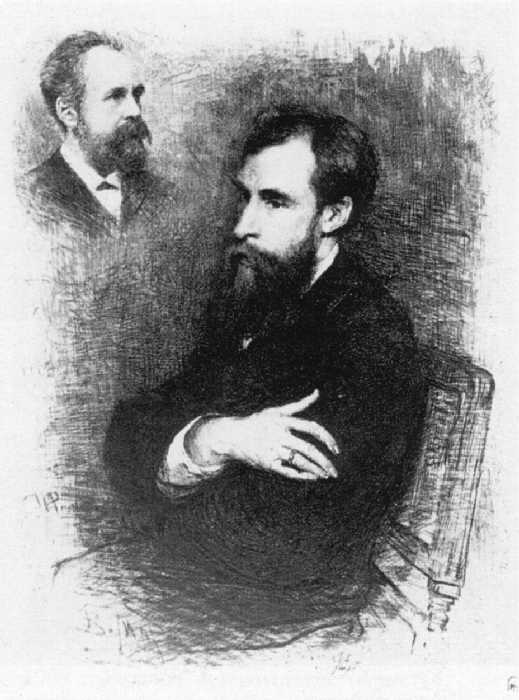
Vassili Mate. Portrait de Pavel Tretiakov, eau-forte et tableau d'Ilia Repine. 1894
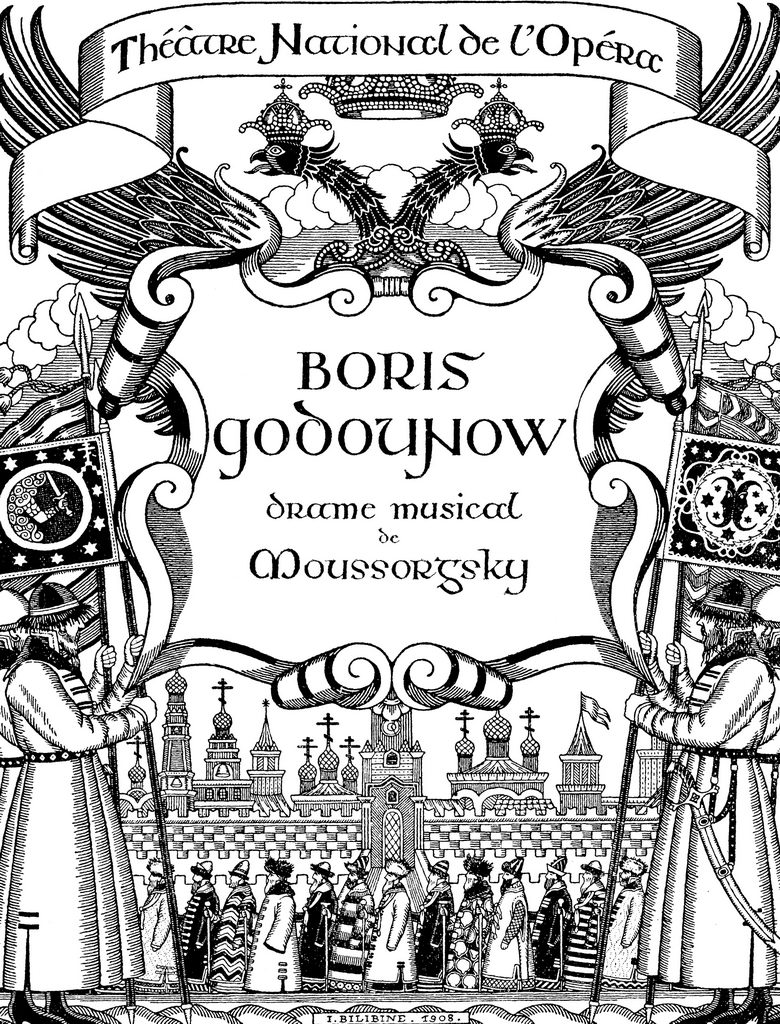
Ivan Bilibine page du titre du programme à l'opéra de  Modeste Moussorgski «Boris Godounov ». 1908
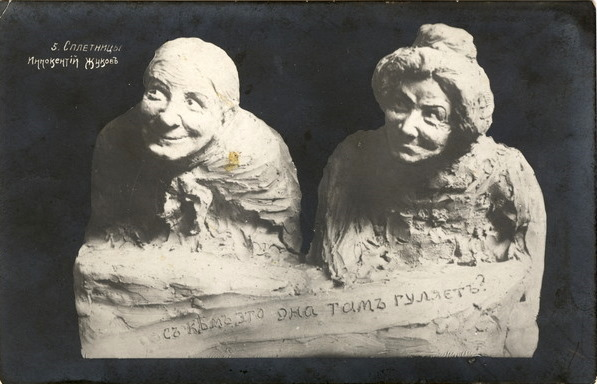
Innokenti Joukov Cancanier. 1900
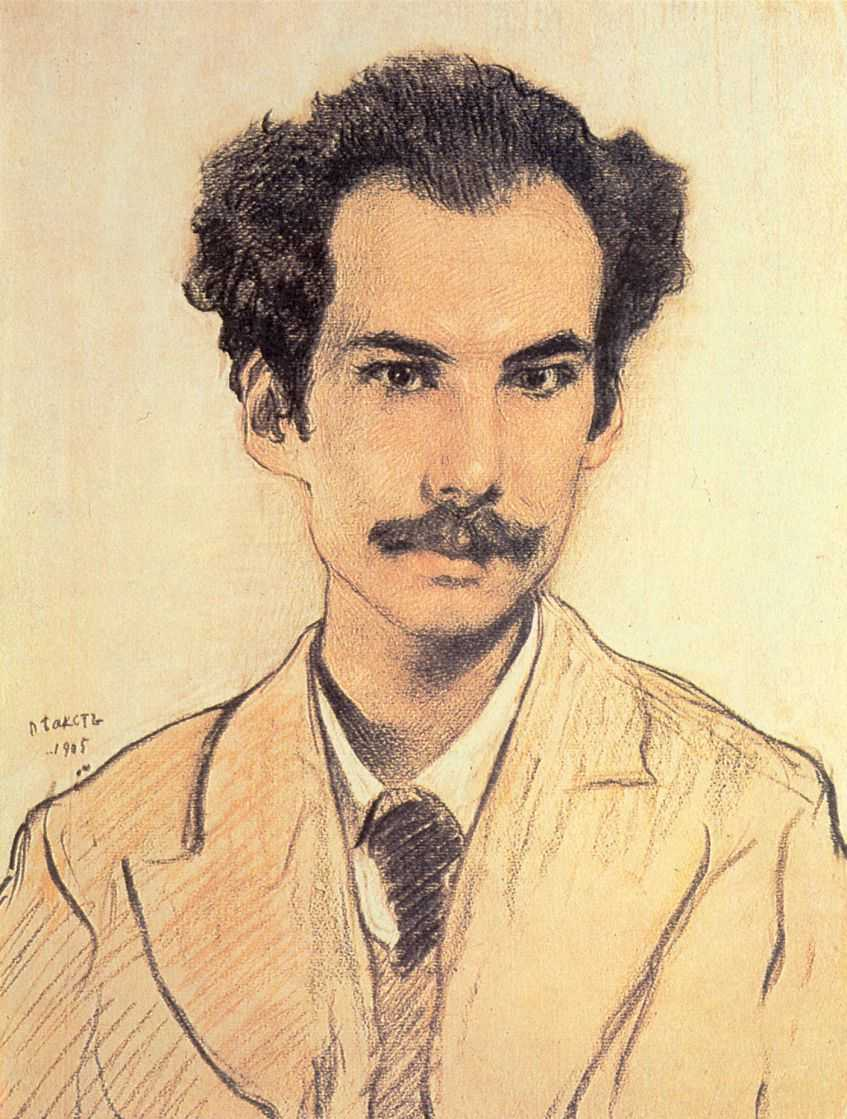
Leon Bakst. Portrait d'Andreï Biély. 1905
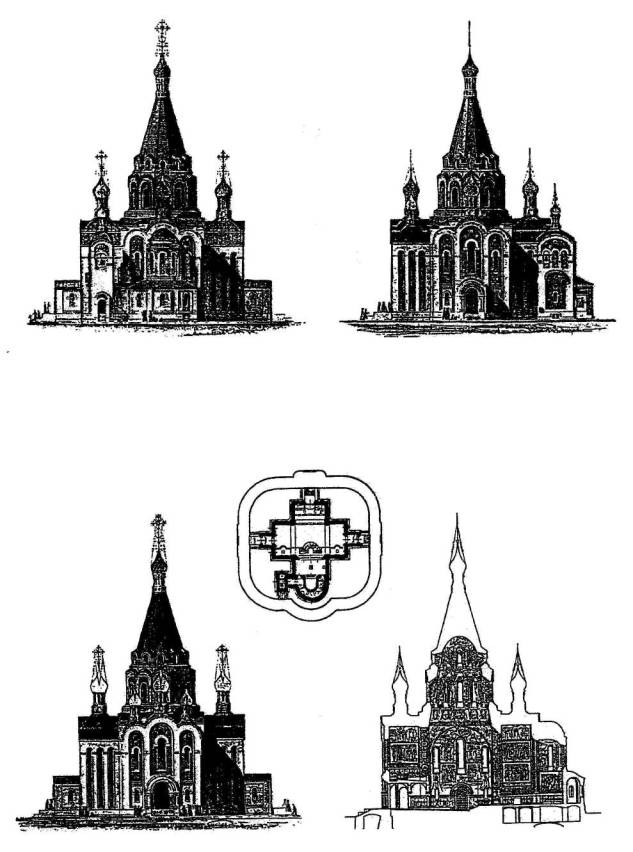
Vladimir Pokrovski. Projet pour l'église Saints Pierre et Paul à Chlisselbourgskie ( gouvernement de Saint-Pétersbourg ). 1906

Artistes participant à l'exposition de 1913 :
Е. Е. Volkov, Ivan Vladimirov, Anna Karinskaïa, Nikolaï Kouznetsov (peintre), Vladimir Makovski, Mstislav Doboujinski, Dmitri Kardovski, Georges Loukomski, Anna Ostroumova-Lebedeva, Kouzma Petrov-Vodkine, et d'autres membres de Mir Iskousstva et de la société des Ambulants

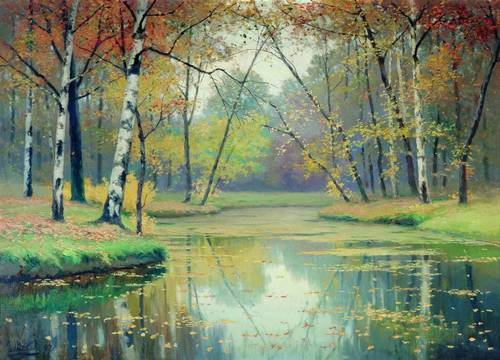
Volkov Е. Е. Automne 1897
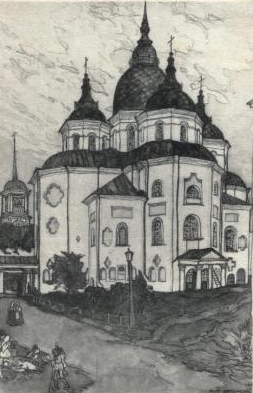
Georges Loukomski Nijyn. Cathédrale Saint-Nicolas ок. 1910
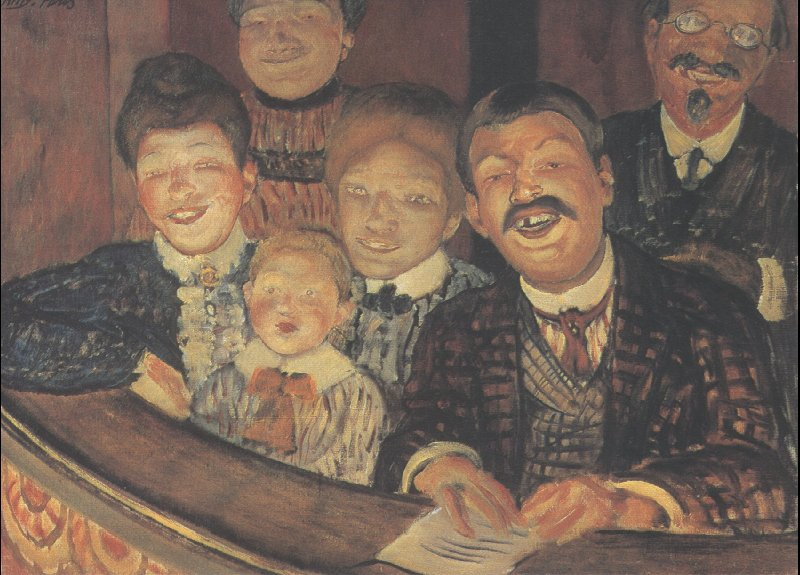
Kouzma Petrov-Vodkine. Farce au théâtre 1907
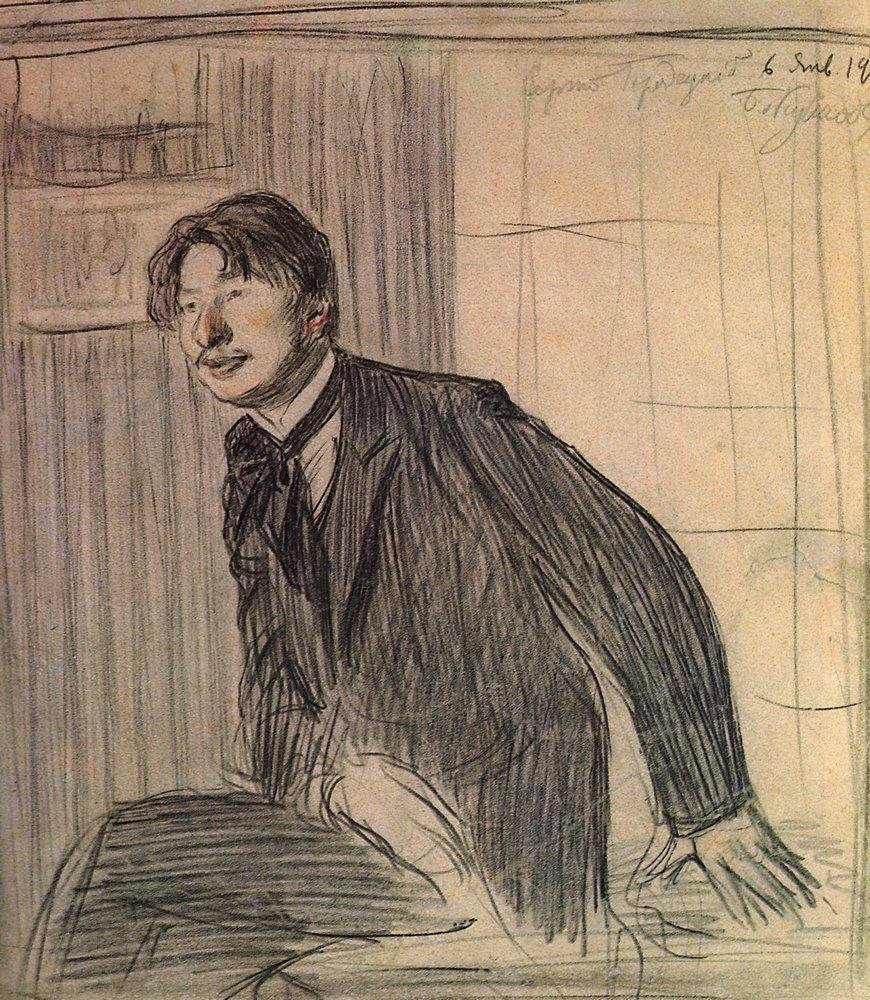
Boris Koustodiev. Portrait du poète Sergueï Gorodetski 1907
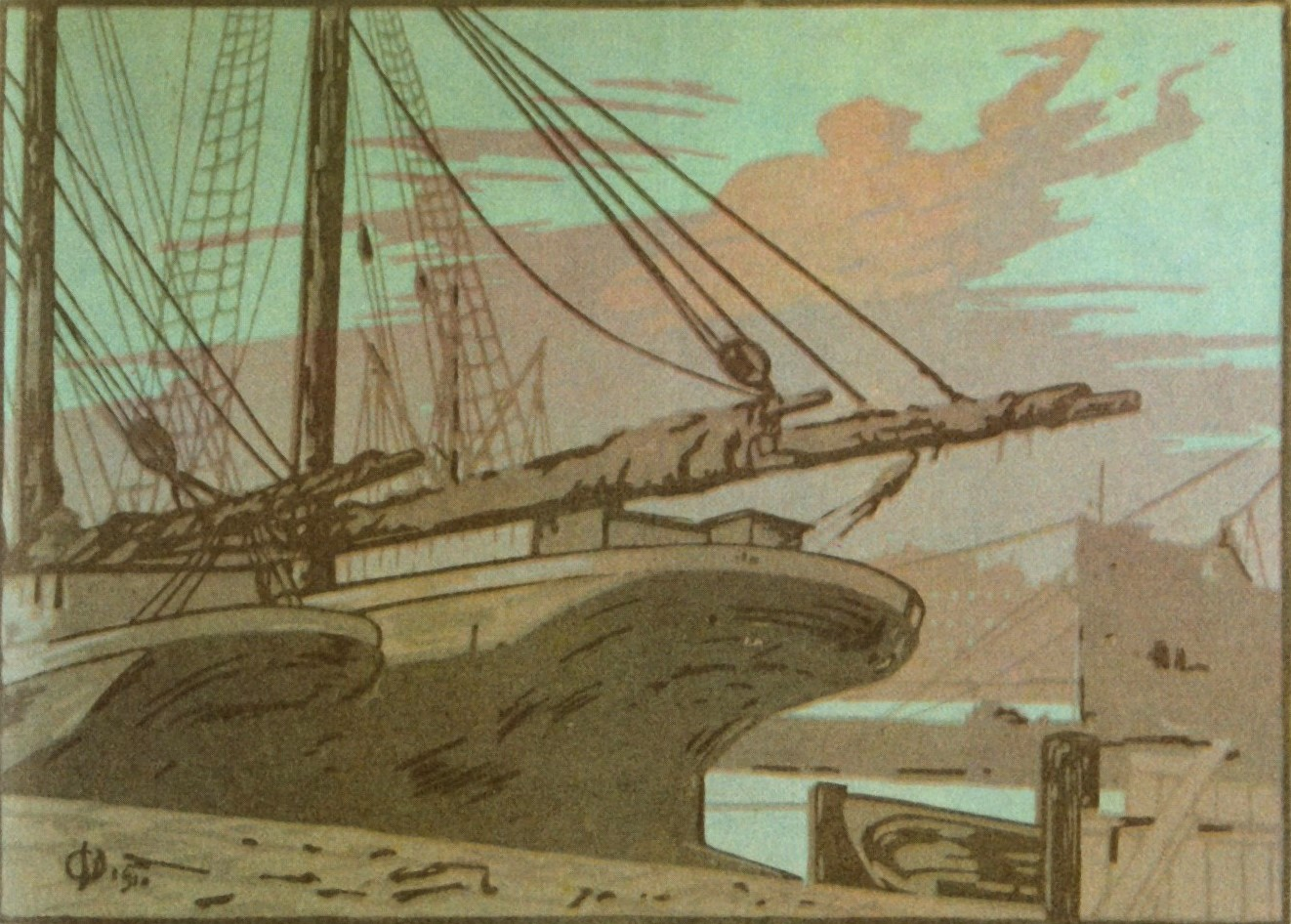
Vadim Falileev Nuit blanche sur la Neva 1910

Artistes participant à l'exposition de 1914 :
 Peintres : «Mir Iskousstva» — Mstislav Doboujinski, Boris Koustodiev, Eugène Lanceray, Anna Ostroumova-Lebedeva, Kouzma Petrov-Vodkine, Zinaïda Serebriakova, Nicolas Roerich et d'autres encore.
 Peintres de la «Nouvelle société des peintres» — Dmitri Kardovski— Alexandre Borissov, Féodoci Vakhrouchov, Vassili Perepliotchikov и Tyko-Vylka, Ludia Kostrits, Stepan Pisakhov, et d'autres encore .
 Peintres des Ambulants — Nikolaï Doubovskoï, Vladimir Makovski, Vassili Mate.
 Peintres et architectes de Moscou Leonid Pasternak, Sergueï Malioutine, Piotr Savvitch Outkine.
Architectes : 
Eugène Lanceray, Georges Loukomski, Vladimir Pokrovski, Alexandre Tamanian, Ivan Fomine
Artistes participant à l'exposition de 1918 :
Alexandre Borissov, Féodocii Vakhrouchov, Anna Karinskaïa, Alexandre Kisseliov, Kirill Lemokh, Alexandre Makovski , Dmitri Marten, Piotr Petrovitchev, Leonard Tourjanski.

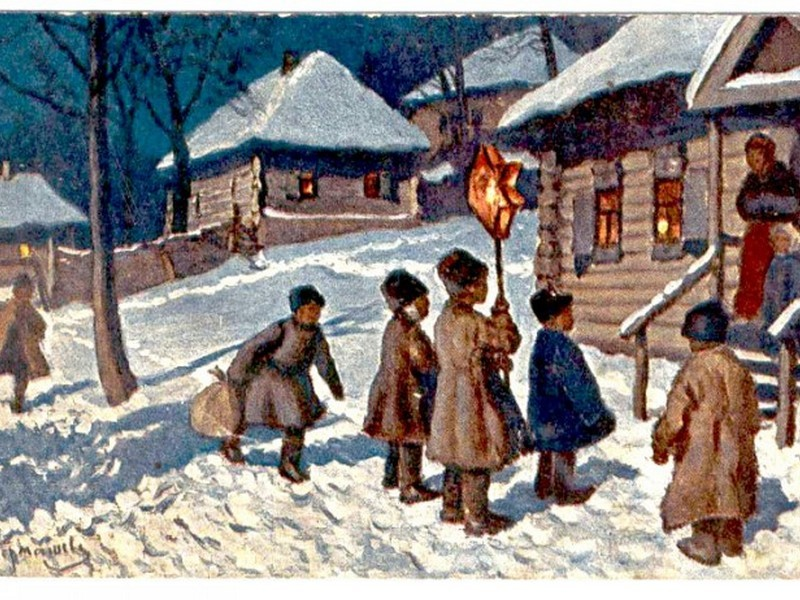
Mikhaïl Germachev. Sous l'étoile 1916
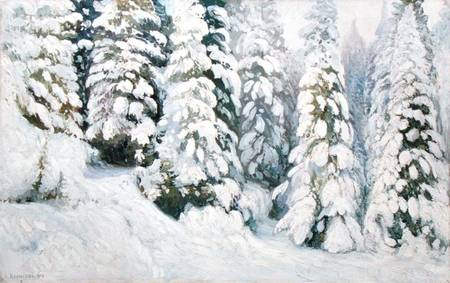
Alexandre Borissov. Conte d'hiver 1913
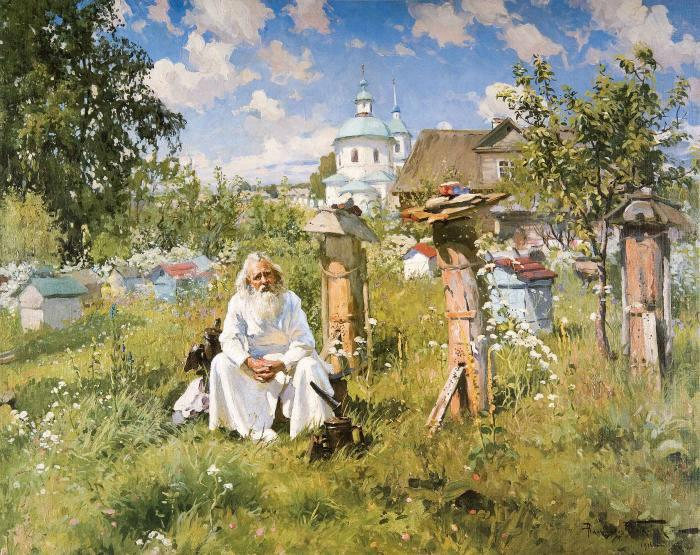
Alexandre Makovski. À la ruche 1916
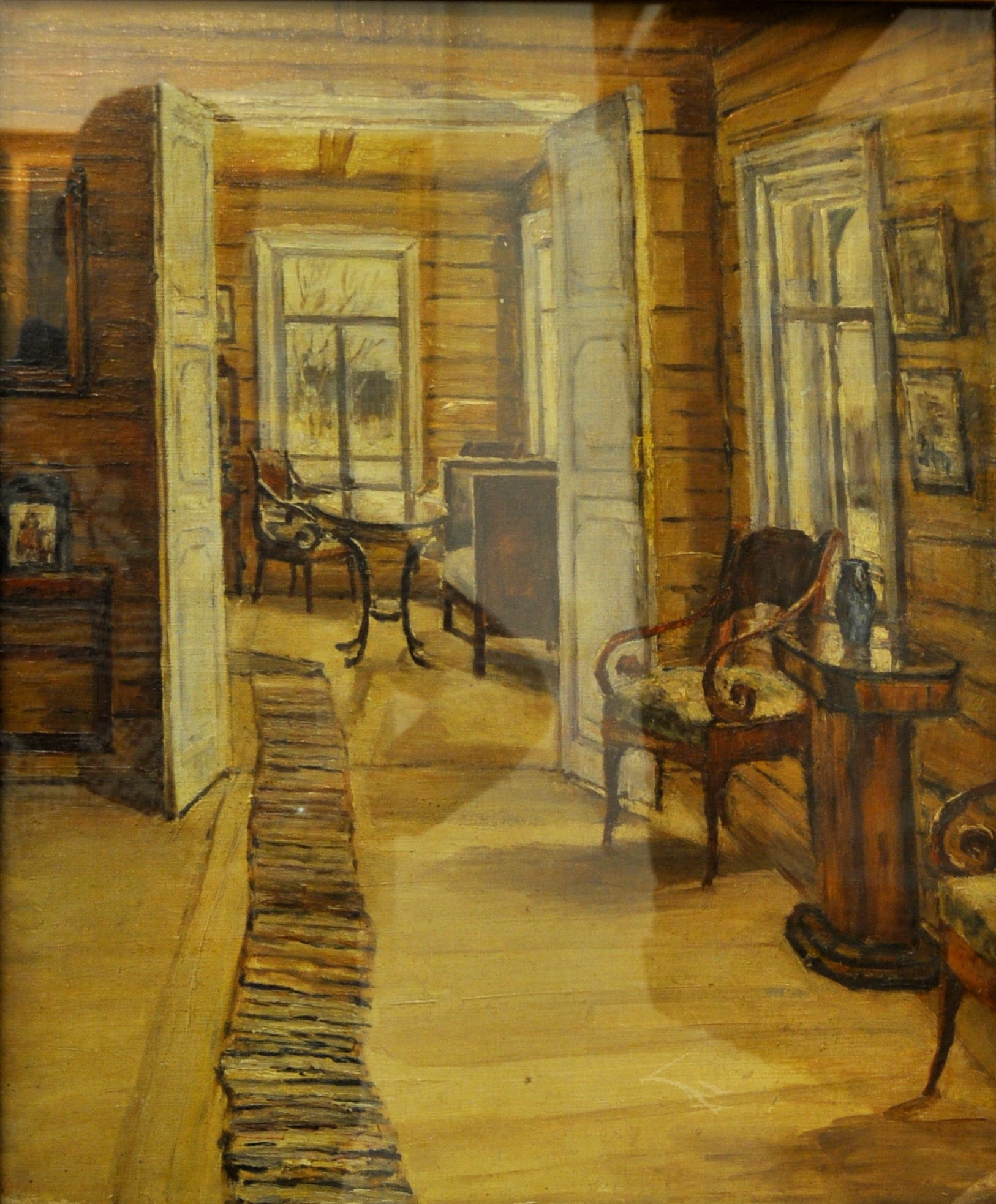
Anna Karinskaïa. Intérieur à Moumanovo. 1915

## Membres
Parmi les plus réputés étaient :

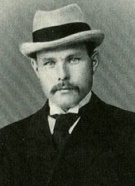
Alexandre Borissov membre fondateur
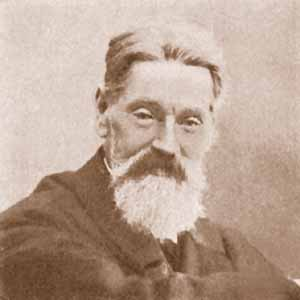
Alexandre Kisseliov membre fondateur
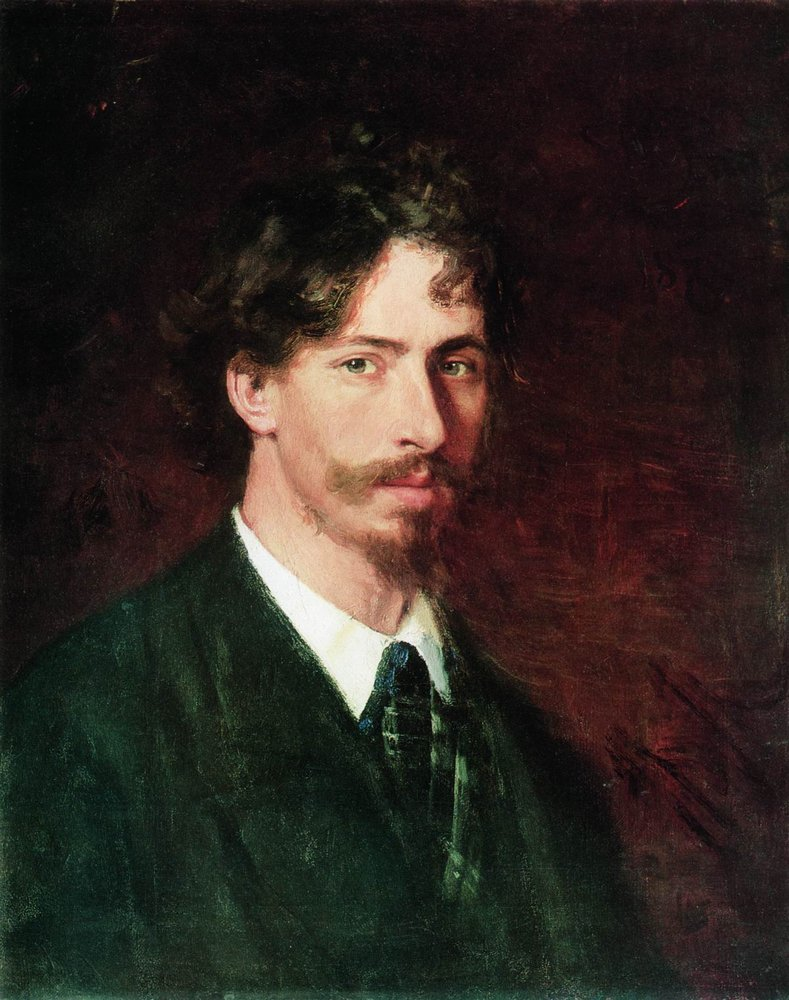
Ilia Repine membre permanent
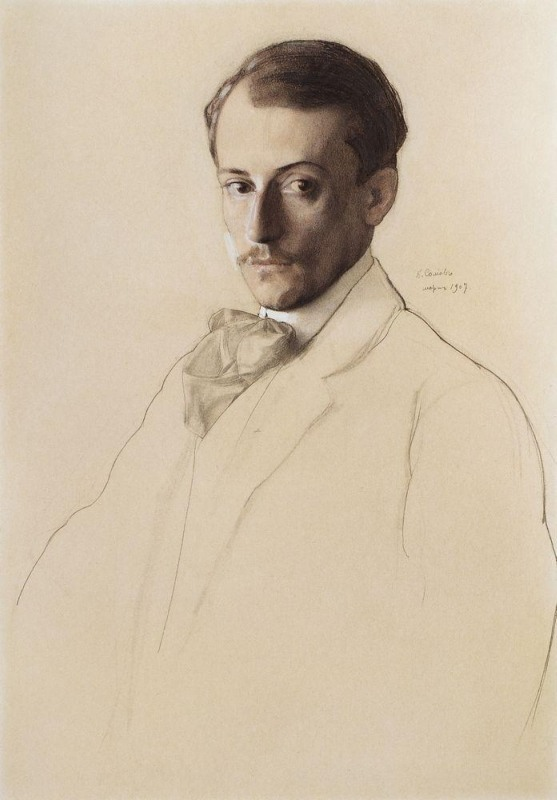
Eugène Lanceray, membre permanent
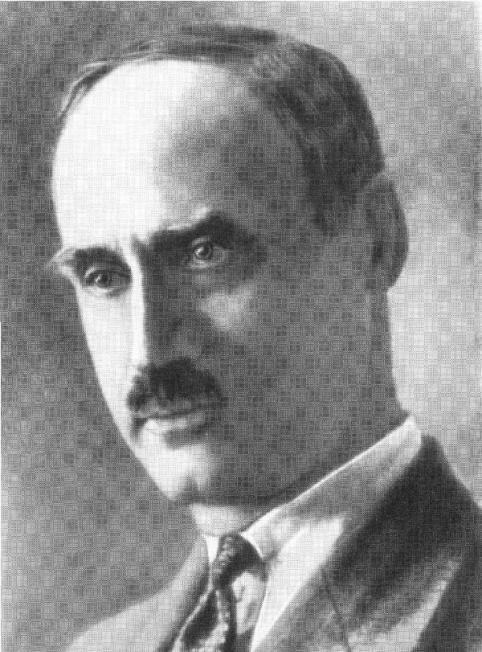
Georges Loukomski membre d'honneur

## Collections

Œuvres des membres du cercle exposées à Vologda au musée des beaux arts de l'Oblast
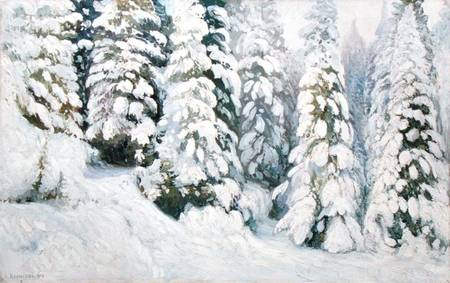
Alexandre Borissov. Conte d'hiver. 1913
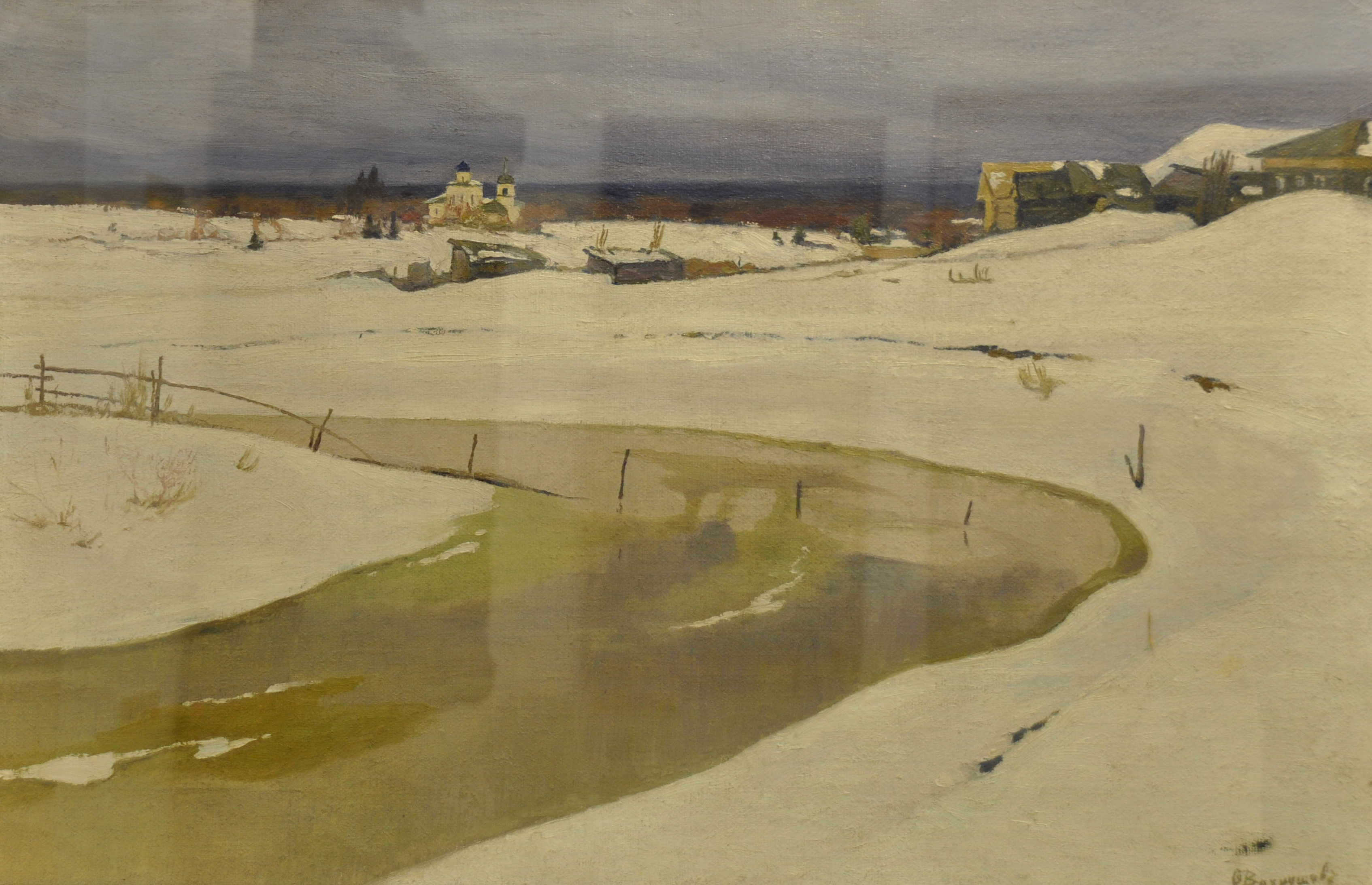
Féodoci Vakhrouchov. Le dégel. 1910
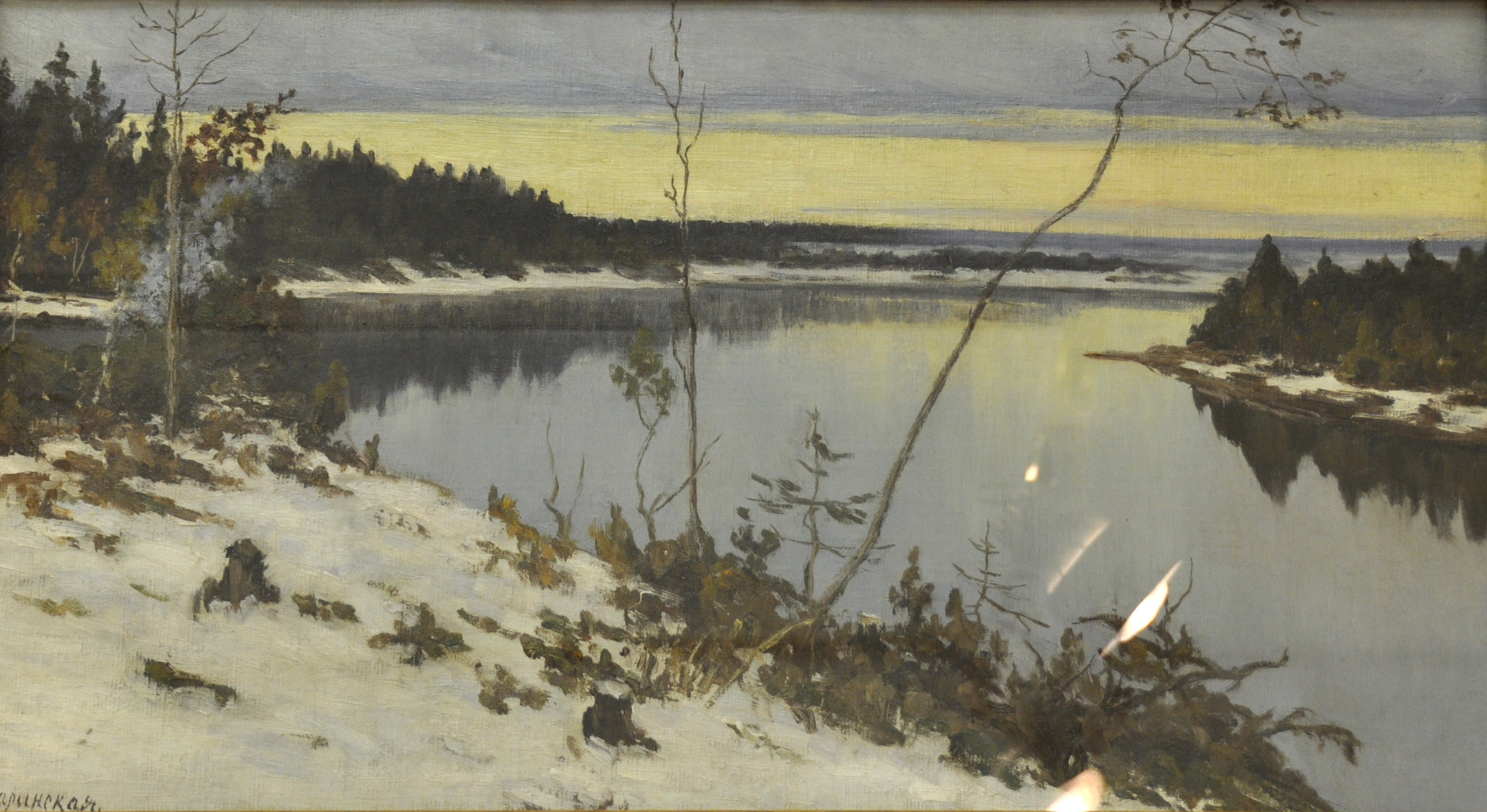
Anna Karinskaïa. Le gel. 1919 (?)
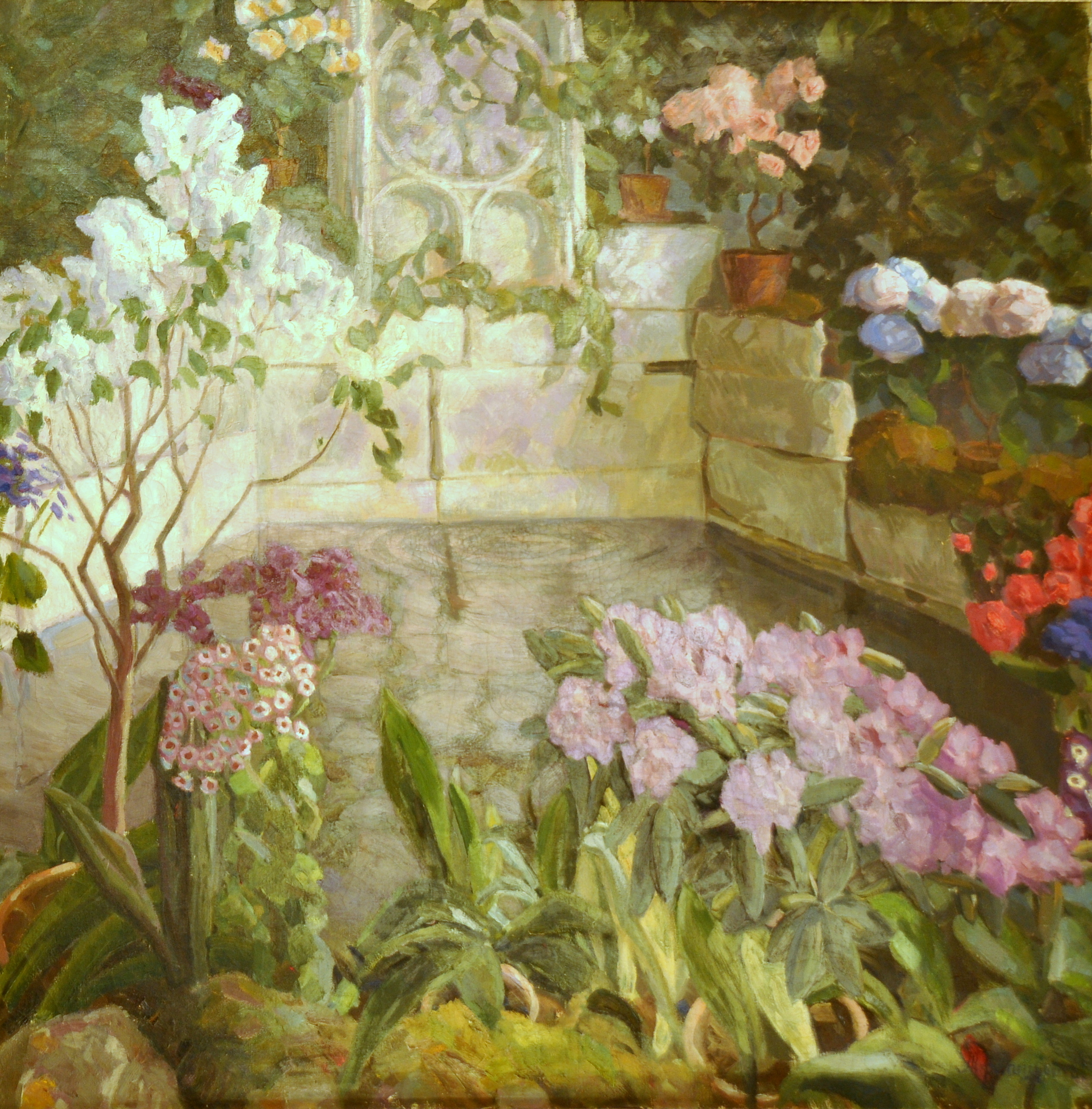
Azari Trapytsine. Le bassin. Ок. 1911

Œuvres des membres du cercle exposées dans d'autres musées en Russie
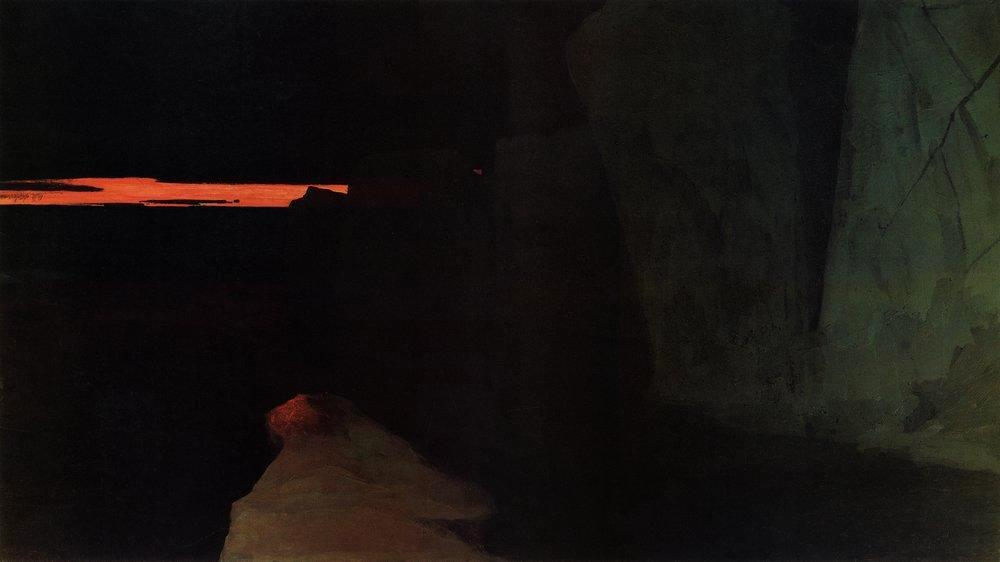
Alexandre Borissov. Pays de la mort. Nuit d'août sure l'océan glacé. 1903. Musée de l'Arctique et de l'Antarctique, Saint-Pétersbourg
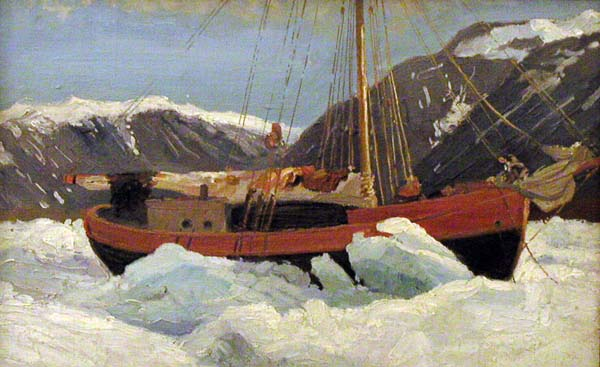
Alexandre Borissov. Bateau dans la glace(« Le rêve»). 1899. Musée de l'Arctique d'Arkhangelsk
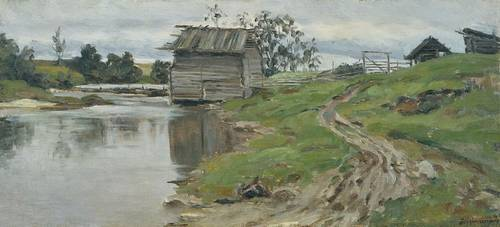
Anna Karinskaïa. Au moulin. 1913 г. Galerie Tretiakov
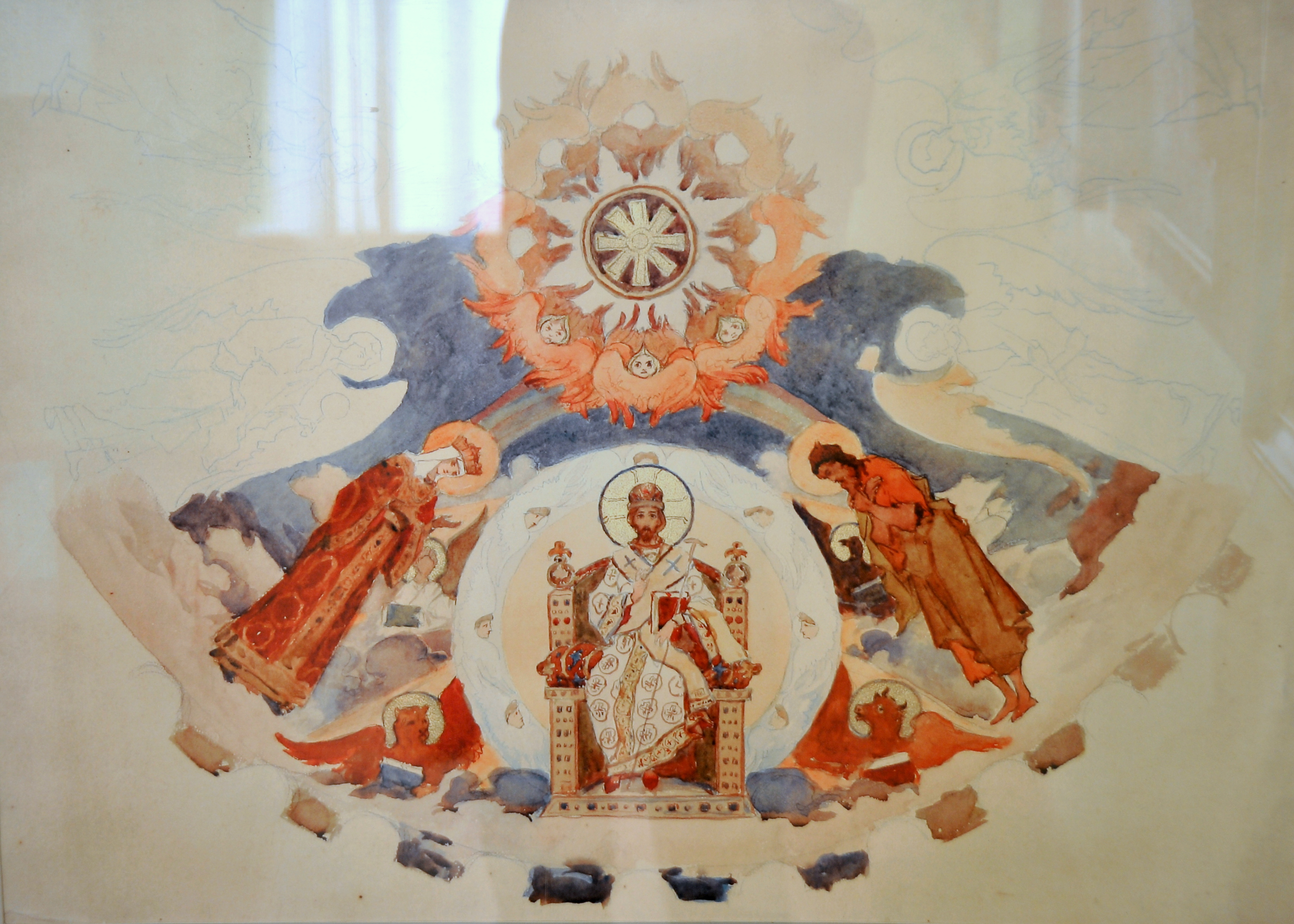
Feodoci Vakhrouchov. Esquise d'une fresque. début. XX s.